# グリーン・ホーネット (映画)
『グリーン・ホーネット』（The Green Hornet）は、2011年公開のアメリカ映画。テレビドラマやラジオドラマなどで知られる『グリーン・ホーネット』の映画化である。

## ストーリー
ロサンゼルスの新聞社の社長の息子・ブリットは父が蜂に刺されショック死したことがきっかけに急遽、社長の座についた。ブリットは父の運転手をしていた上海出身の日本人でエンジニア兼バリスタのカトーとの出会いをきっかけにそれまでの放蕩ぶりを反省して正義感に目覚め、「ロスから悪党を消す」ことを誓う。ふたりは「発明家」でもあるカトーが開発したスーパーマシン「ブラック・ビューティー」を愛車に、濃緑の仮面とスーツに身を包んだ「グリーン・ホーネット」として悪党たちに挑む。
しかし、新しく秘書として雇ったセクシーなインテリ美女をめぐり、ブリットとカトーの間には不協和音が生じる。
やがてブリットは父の死に「ロスの暗黒街の大物」がかかわっていることを知り、これに立ち向かおうとする…。

## キャスト
| 役名                                    | 俳優                             | 日本語吹替                 |
| --------------------------------------- | -------------------------------- | -------------------------- |
| ブリット・リード / グリーン・ホーネット | セス・ローゲン                   | 山寺宏一                   |
| カトー                                  | ジェイ・チョウ                   | 森田成一                   |
| レノア・ケース                          | キャメロン・ディアス             | 林真里花                   |
| ジェームズ・リード                      | トム・ウィルキンソン             | 小島敏彦                   |
| ベンジャミン・チュドノフスキー          | クリストフ・ヴァルツ             | 安原義人                   |
| フランク・スカンロン                    | デヴィッド・ハーバー             | 丸山壮史                   |
| マイケル・アックスフォード              | エドワード・ジェームズ・オルモス | 斎藤志郎                   |
| ポパイ                                  | ジェイミー・ハリス               | 家中宏                     |
| チリ                                    | チャド・コールマン               | 乃村健次                   |
| タッパー                                | エドワード・ファーロング         | 佐藤せつじ                 |
| ダニー・“クリスタル”・クリア            | ジェームズ・フランコ             | 小西克幸                   |
| 女性記者                                | ジル・レメズ                     | ちふゆ                     |
| 男性記者1                               | ジョー・オコナー                 | 杉野博臣                   |
| 男性記者2                               | モーガン・ラスラー               | 志村知幸                   |
| ブリット（少年期）                      | ジョシュア・エレンバーグ         | 田村睦心                   |
| リムジンの美女                          | テイラー・コール                 | 東條加那子                 |
| アナ                                    | リオ・ティプトン                 | 宗川めぐみ LiLiCo（TBS版） |
| メイド                                  | アイリーン・ホワイト             | 小橋知子 LiLiCo（TBS版）   |
| アルメニアのボス                        | アミール・アブダラ               | 遠藤大智                   |

- その他の声の吹き替え:吉田孝／広田みのる／永吉ユカ／高岡瓶々／小林美奈／林和良／興津和幸／玉野井直樹／まつだ志緒理／白石充／松本忍／杉村憲司
- 2014年2月5日のTBS『水曜プレミア』放送時には、一部端役をLiLiCoが演じたものに差し替えたバージョンが放送されている[5]。

## 製作
ソニー・ピクチャーズは、香港のアクション・コメディ俳優のチャウ・シンチーがカトー役で出演することを発表した。当初は監督も兼任すると発表されたが、後に製作上の意見の相違のために出演のみになることがわかった。チャウ・シンチーは後にジャック・ブラックとのパロディ映画のためにカトー役も降板し、代わりに台湾のジェイ・チョウが抜擢された。また、悪役のミスターXには当初ニコラス・ケイジが予定されていたが降板し、キャスト不在のまま撮影は進んだ。2009年9月14日、代わってオーストリアのクリストフ・ヴァルツが出演することが報じられた。10月8日にはアンヴィルのカメオ出演シーンが撮影された。2010年6月21日、予告編と写真が初公開された。
北米公開日は2010年12月22日を予定していたが、3Dにコンバートする作業のために2011年1月14日に延期された。
音楽はダニー・エルフマンが手掛ける予定だったがスケジュールの都合の為に降板し、代わりにジェームズ・ニュートン・ハワードが担当した。

## 評価
レビュー・アグリゲーターのRotten Tomatoesでは241件のレビューで支持率は45%、平均点は5.20/10となった。Metacriticでは39件のレビューを基に加重平均値が39/100となった。